# Берцик Петер Петерович
Берцик Петер Петерович — український астрофізик, спеціаліст з комп'ютерних моделювань задачі N тіл у застосуванні до зоряної динаміки та еволюції надмасивних чорних дір в центрах зоряних скупчень. Працює в Головній астрономічній обсерваторії НАН України.

## Біографія
Народився в Закарпатті, на границі з Угорщиною, 16 вересня 1964 року, в католицькій родині. Навчався в угорській школі в Чопі. За власними спогадами, зацікавився астрономією, навчаючись у 6 класі, під впливом свого шкільного вчителя фізики й математики, який одночасно керував астрономічним гуртком. Почавши зі спостережень Сонця, Петер самотужки збудував телескоп.
1989 року він закінчив Київський університет. Потім навчався в аспірантурі ГАО НАНУ, і 1993 року захистив кандидатську дисертацію «Тривісні моделі великомасштабних газових утворень в галактиках». З вересня 1995 року працює в ГАО НАНУ на посаді старшого наукового співробітника. 2010 року (за іншими даними 2009 року) захистив докторську дисертацію за спеціальністю «Самоузгоджене моделювання хімічної та динамічної еволюції галактик». В 2012 році обійняв посаду заступника директора ГАО НАНУ з наукової роботи, а 2019 року став головою відділу фізики зір та галактик ГАО НАНУ. Кілька років працював в США, Німеччині, Китаї. З 1 січня 2012 по 1 січня 2020 працював виконувачем обов'язків заступника директора ГАО НАНУ з наукової роботи.
З 31 травня 2018 по 31 грудня 2019 року був виконувачем обов'язків завідувача відділу фізики зір та галактик ГАО НАНУ, а з 1 січня 2020 року був призначений завідувачем цього відділу.

## Наукові результати
В кількох статтях, написаних спільно з Девід Меррітом, Райнером Шпурцемом, Андреасом Юстом та іншими колегами, Петер Берцик розв'язав «проблему останнього парсека» для злиття подвійних надмасивних чорних дір. Після злиття галактик їхні центральні чорні діри спочатку зближаються через динамічне тертя, а потім — через випромінювання гравітаційних хвиль. Однак тривалий час моделювання показували, що подвійні чорні діри застряють на останньому парсеку, коли гравітаційні хвилі ще недостатньо сильні для злиття чорних дір на космологічних масштабах часу, а динамічне тертя вже сильно послаблене тим, що в такій малій області чорні діри вже розсіяли всі зорі, які перетинали їхні орбіти, і нових розсіювань зір майже не відбуваються. Берцик зі співавторами знайшов, що проблема останнього парсека зникає, якщо врахувати асиметричність гравітаційного потенціалу галактики: така асиметрія робить орбіти зір незамкнутими й забезпечує постачання все нових зір для розсіювання на чорних дірах, допомагаючи їм настільки наблизитись, що гравітаційні хвилі вже достатньо швидко завершать їхнє злиття.
Він є одним з розробників широковживаного комп'ютерного коду NBODY6++GPU — вдосконаленої версії розробленого Свером Арсетом пакету NBODY, оптимізованої для розрахунків на графічних процесорах.
За грантом НФДУ наукова команда під керівництвом Берцика досліджувала життєвий шлях надмасивних чорних дір в центрах галактик. Робота включала як чисельне моделювання, так і створення загальних каталогів активних ядер галактик.

## Відзнаки
- Державна премія України в галузі науки і техніки за роботу «Будова та еволюція Всесвіту на галактичних та космологічних масштабах, прихована маса і темна енергія: теоретичні моделі та спостережні результати» (2014)[8].
- Премія Міжнародної академії астронавтики за найкращу наукову книгу «Dark energy and dark matter in the Universe»[9]